# Reprezentacja Australii w rugby union kobiet
Reprezentacja Australii w rugby kobiet – zespół rugby union biorący udział w imieniu Australii w meczach i sportowych imprezach międzynarodowych, powoływany przez selekcjonera, w którym mogą występować wyłącznie zawodnicy posiadający obywatelstwo tego kraju, mieszkający w nim, bądź kwalifikujący się ze względu na pochodzenie rodziców lub dziadków. Za jego funkcjonowanie odpowiedzialny jest Australijski Związek Rugby, członek FORU oraz IRB.